# Resident Evil: The Missions
Resident Evil: The Missions (también conocido como Biohazard: The Missions) es un videojuego para teléfonos móviles desarrollado por Capcom y publicado en 2005. A diferencia del otro videojuego de Resident Evil para teléfonos móviles, Resident Evil Confidential Report, The Missions se basa en desafíos cortos que pueden ser completados en minutos y las misiones se van desbloqueando a medida que se van pasando.

## Características
En el juego la protagonista es Jill Valentine, aunque otros jugadores pueden ser desbloqueados. Está situado en la Comisaría de Policía de  Raccoon City, usando muchos fondos reciclados del juego Resident Evil 3 de la época de la PlayStation y haciendo recordar mucho a Resident Evil 3: Nemesis, inclusive cuando al principio del juego se empieza con una pistola y un puñal. Entre los tantos objetivos que tiene el juego, está el de salvar a civiles que no fueron infectados por los zombis y encontrar objetos. En el juego hay varios objetos desbloqueables, entre ellos están los 3 trajes nuevo para Jill que se le pueden equipar en la pantalla principal al igual que elgir a un personaje para jugar, trae 3 imágenes finales y objetos especiales que se le pueden equipar al jugador, como el Kit de Personalización que hace que las armas generen más daño al enemigo, la mira láser, que permite apuntar mejor, etc. Los niveles o misiones están conformados por un sistema que le da la opción al jugador de elegir qué misión quiere jugar aunque ya haya sido completada. El juego además consta de buscar los 18 objetos claves de la misión, que si no son encontrados no se desbloquearán algunas misiones cruciales para completar el juego. Hay un total de 118 misiones para completar el juego.

## Personajes
- Jill Valentine
- Carlos Oliveira
- Mikhail Victor
- Nicholai Ginovaef

## Enemigos
- Zombie
- MA-124 Hunter Gamma
- Nemesis

- Datos: Q6321187